# Aux-Aussat
Aux-Aussat település Franciaországban, Gers megyében. Lakosainak száma 272 fő (2022. január 1.). Aux-Aussat Laguian-Mazous, Miélan, Monpardiac, Tillac és Troncens községekkel határos.

## Népesség
A település népességének változása:
| Lakosok száma | 297  | 228  | 201  | 241  | 267  | 268  | 275  | 275  | 275  | 272  |
|               | 1968 | 1982 | 1990 | 2006 | 2013 | 2015 | 2017 | 2019 | 2020 | 2022 |